# Вилантерио
Вилантерио (итал. Villanterio) је насеље у Италији у округу Павија, региону Ломбардија.
Према процени из 2011. у насељу је живело 2932 становника. Насеље се налази на надморској висини од 70 м.

## Становништво
| 1931. | 1936. | 1951. | 1961. | 1971. | 1981. | 1991. | 2001. | 2011. |
| ----- | ----- | ----- | ----- | ----- | ----- | ----- | ----- | ----- |
| 3.337 | 3.089 | 2.911 | 2.691 | 2.482 | 2.291 | 2.330 | 2.657 | 3.153 |